# Parinari curatellifolia

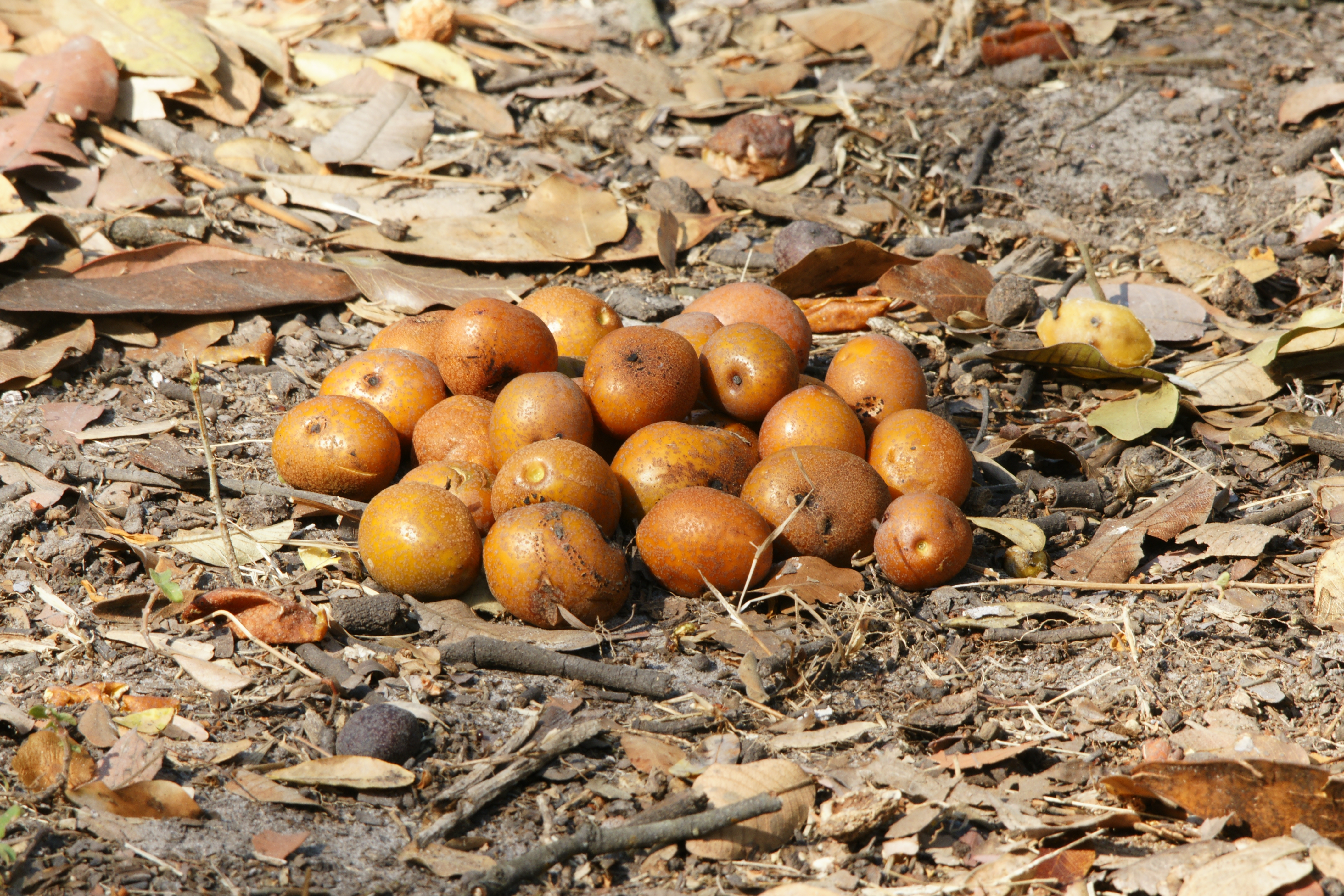
Früchte

Parinari curatellifolia ist ein Baum in der Familie der Goldpflaumengewächse aus West- und Zentralafrika sowie vom Sudan bis Mosambik und Madagaskar, der vor allem in Trockenwäldern wie dem Miombo vorkommt.

## Beschreibung
Parinari curatellifolia wächst als immergrüner Baum mit breiter Krone etwa 8 bis über 20 Meter hoch. Der kurze Stamm ist bis zu 50 Zentimeter dick und die raue Borke ist korkig.
Die wechselständigen, einfachen Laubblätter sind kurz gestielt. Sie sind ledrig, fest, ganzrandig und eiförmig bis verkehrt-eiförmig oder elliptisch sowie abgerundet bis rundspitzig oder spitz, manchmal auch eingebuchtet. Die Blätter sind oberseits glatt und glänzend sowie unterseits anfänglich dicht silbrig bis weißlich behaart und später verkahlend. Die kurzen Blattstiele sind bis 1 Zentimeter lang und behaart. Es sind abfallende Nebenblätter vorhanden.
Es werden kürzere, end- oder achselständige, rostig behaarte Rispen gebildet. Die duftenden und weißen bis rosafarbenen, fünfzähligen, zwittrigen, kleinen Blüten sind gestielt mit doppelter Blütenhülle. Die dreieckigen Kelchzipfel und der Blütenbecher sowie der Blütenstiel sind dicht rostig behaart. Es sind 7–8 kurze Staubblätter auf einer Seite und ebenso viele Staminodien auf der anderen Seite vorhanden. Der mittel- bis oberständige Fruchtknoten ist zweikammerig und liegt oben, seitlich im dort leicht ausgesackten Blütenbecher, der Griffel ist grundständig, seitlich.
Es werden bräunliche bis orange-braune und schorfige, etwa 3–5 Zentimeter große, ein- bis zweisamige Steinfrüchte gebildet. Die mandelähnlichen Samen liegen in einer faserigen Schicht im knochigen Steinkern.

## Verwendung
Die wohlschmeckenden Früchte mit angenehmem Geschmack sind essbar.
Die Samen werden als Mandelersatz verwendet.
Die Rinde, Wurzel und Blätter werden medizinisch verwendet.
Das Holz ist hart, haltbar und schwer sowie gut feuerbeständig. Auch ergibt es eine gute Holzkohle. Es ist aber schwer zu bearbeiten.